# The Delta Factor
The Delta Factor is een Amerikaanse avonturenfilm uit 1970 onder regie van Tay Garnett. Het scenario is gebaseerd op de gelijknamige roman uit 1967 van de Amerikaanse misdaadauteur Mickey Spillane.

## Verhaal
Morgan zit een celstraf uit, omdat hij 40 miljoen dollar heeft gestolen. Hij wordt door de inlichtingendienst gerekruteerd voor een geheime missie. Hij en geheim agente Kim Stacey moeten zich voordoen als criminelen om een geleerde te redden, die op een verlaten eiland wordt vastgehouden door een dictator.

## Rolverdeling
| Acteur                | Personage      |
| --------------------- | -------------- |
| Yvette Mimieux        | Kim Stacy      |
| Christopher George    | Morgan         |
| Diane McBain          | Lisa Gordot    |
| Ralph Taeger          | Art Keefer     |
| Yvonne De Carlo       | Valerie        |
| Ted de Corsia         | Ames           |
| Rhodes Reason         | Dr. Fredericks |
| Joseph Sirola         | Sal Dekker     |
| Richard Ianni         |                |
| George Ash            |                |
| Fred Morsell          |                |
| Sherri Spillane       | Rosa           |
| Robert Milton         |                |
| Marshall Fallwell jr. |                |
| Miguel Alvarez        |                |